# Francisco Álvarez Castellanos
Francisco Álvarez Castellanos o Don Papi (La Vega,30 de marzo de 1932 - Santo Domingo, 7 de abril de 2023), siendo sus padres el poeta Francisco Antonio Álvarez Almánzar y la educadora Gloria Castellanos viuda Álvarez (1905-2016). Luego de graduarse de bachiller en su ciudad natal, se traslada a Santo Domingo donde trabajó en la Secretaría de Estado de Salud Pública al mismo tiempo que estudió en la Escuela de Periodismo de la Universidad Santo Tomás de Aquino, primada de América, y se graduó en el año 1962.
De inmediato realizó estudios en el Centro Internacional de Estudios Superiores de Comunicación para América Latina (CIESPAL) en su sede en Quito, Ecuador y al regresar a la República Dominicana asumió la Dirección, presidencia y administración del periódico estatal La Nación hasta el golpe de Estado contra el profesor Juan Bosch, de donde pasa a laborar en el diario El Caribe y publica su columna De Política y de Políticos.
En el año 1964 crea y dirige la revista de humor político Cachafú y en el 1965 una revista similar denominada Pum! Durante la guerra civil trabaja para el periódico Patria.
A finales de la década de los sesenta forma parte de la dirección del vespertino El Nacional de Ahora, conjuntamente con Juan José Ayuso y Radhamés Gómez Pepín.  Para esta época crea y dirige la revista Espectáculos Criollos, incursionando en la crónica de arte.
Posteriormente trabajó en el Listín Diario, como jefe de redacción de El Caribe, y en el periódico Hoy hasta su retiro en enero de 2011, época en la que publicó su columna Humoradas en El Nacional.
Fue fundador de la Asociación de Cronistas de Arte (ACROARTE), que ha reconocido su trabajo en dos oportunidades en 1991 y 2010.
Ha escrito poemas y canciones, habiendo ganado el primer lugar del Primer Festival de la Música Folklórica Nacional con la criolla Cartas y Lágrimas, con música del maestro José Delmonte Peguero.  
Ha sido declarado hijo meritísimo de La Vega por el Sindicato Nacional de Trabajadores de la Comunicación de La Vega en el 2001, ha sido premiado con el Caonabo de Oro por la Asociación Dominicana de Periodistas y Escritores, con el Gordo de Oro de Freddy Beras Goico en 1986 y con el Tamarindo de Oro en 1992.
El presidente de la República le otorgó en el año 2001 la Condecoración al Mérito de Duarte, Sánchez y Mella, en grado de Commendador, por su trabajo en el periodismo dominicano.